# Craig Ferguson
Craig Ferguson (ur. 17 maja 1962 w Glasgow) – szkocko-amerykański aktor, pisarz i prezenter telewizyjny, gospodarz programu The Late Late Show with Craig Ferguson emitowanego przez stację CBS.

## Życiorys
Urodził się w Glasgow jako syn Janet i Roberta Fergusona. Ma starszego brata Scotta oraz dwie siostry – starszą Janice i młodszą Lynn.
Karierę w branży rozrywkowej zaczął jako perkusista w punkowej grupie „The Bastards from Hell”. Zespół zmienił później nazwę na „Dreamboys” i występował regularnie w Glasgow na początku lat 80.
W 1993 Ferguson prowadził własny program o archeologii pod tytułem Dirt Detective. Podróżował po Szkocji m.in. do Skara Brae i Opactwa Paisley.
W 1994 przeprowadził się do Los Angeles. W latach 1996–2003 grał postać Nigela Wicka w serialu The Drew Carey Show. Rola ta przyniosła mu rozgłos. Grając rolę używał ostentacyjnego angielskiego akcentu, w ramach „zemsty za pokolenia angielskich aktorów nabijających się ze szkockiego akcentu”.
Od grudnia 2004 prowadził The Late Late Show. Od tego czasu oglądalność programu znacznie wzrosła, udało mu się nawet przebić bardzo popularny program Late Night with Conan O’Brien. Zdarzyło się to po raz pierwszy od czasu nadawania obu programów (Craig nie był pierwszym prowadzącym The Late Late Show). W 2006 był nominowany do nagrody Emmy za prowadzenie programu. W 2009, za wywiad z arcybiskupem Desmondem Tutu, laureatem Pokojowej Nagrody Nobla, wygrał Peabody Award. Ostatni odcinek prowadzony przez Craiga został wyemitowany 19 grudnia 2014. Jego następcą został James Corden.
Obecnie Ferguson jest gospodarzem teleturnieju Celebrity Name Game oraz programu Join or Die with Craig Ferguson.
W 2006 napisał powieść Między mostem a rzeką. Oprócz tego pisał także scenariusze filmowe i występuje jako komik.
We wrześniu 2009 wydał wspomnienia zatytułowane American on Purpose, w których opisuje jak i dlaczego został Amerykaninem. 26 marca uzyskał licencję pilota.

## Życie prywatne
Był alkoholikiem, jest trzeźwy od 18 lutego 1992. Twierdzi, że rozważał popełnienie samobójstwa w święta Bożego Narodzenia w 1991, ale po wypiciu alkoholu zapomniał skoczyć z Tower Bridge w Londynie. Ferguson był żonaty 3 razy i 2 razy się rozwiódł. Z drugiego małżeństwa ma syna Milo (ur. 2001). 21 grudnia 2008 ożenił się z Megan Wallace Cunningham.
1 lutego 2008 został obywatelem Stanów Zjednoczonych.